# Statue équestre de Jeanne d'Arc (place du Martroi, Orléans)
La statue équestre de Jeanne d'Arc, Place du Martroi à Orléans est une œuvre du sculpteur Denis Foyatier, réalisée en 1855,. Majestueuse et imposante, elle représente Jeanne d'Arc, figure emblématique de l'Histoire de France, en chef de guerre intrépide et Sainte de l'Église Catholique. L'héroïne y est représentée l'épée levée, juchée sur son cheval, incarnant à la fois la détermination et le courage qui ont marqué son destin.

## Histoire
Fondue à partir du bronze de neuf canons, la statue équestre de Jeanne d'Arc est inaugurée en grande pompe le 8 Mai, à l’occasion des Fêtes Johanniques d'Orléans. Symbole de bravoure et de détermination, elle est destinée à remplacer la précédente statue réalisée par Edme-François-Étienne Gois, jugée trop modeste et manquant de la majesté attendue pour représenter l’héroïne nationale. En effet, la première œuvre, bien que respectueuse de l’iconographie de Jeanne d’Arc, ne satisfaisait plus les attentes du xixe siècle, où l'on souhaitait donner une image plus imposante et triomphante de la Pucelle d’Orléans. 
Son installation sur la Place du Martroi ne se fit toutefois pas sans heurts. Un litige éclata entre Denis Foyatier, son sculpteur, et la municipalité d’Orléans au sujet des bas-reliefs destinés à orner le piédestal de la statue. Ces reliefs, conçus pour illustrer des moments-clés de la vie de Jeanne d’Arc et de la Libération d’Orléans, furent finalement confiés à l’artiste Vital Gabriel Dubray en 1859 et achevés en 1861, ajoutant encore à la solennité de l’ensemble.
La Seconde Guerre mondiale la mit à rude épreuve : en 1944, lors de la libération de la ville d’Orléans, elle fut endommagée par des éclats d’obus. Son piédestal et certaines parties de la sculpture subirent d’importantes détériorations, notamment l’épée, brisée par l’impact des bombardements. Après la guerre, la volonté de restaurer la statue s’imposa rapidement. En 1950, une vaste opération de réparation fut engagée grâce à la mobilisation de la ville d’Orléans, mais aussi à une souscription de la ville de La Nouvelle-Orléans, en Louisiane. L’Armée américaine participa également à cette restauration en finançant la confection d’une nouvelle épée.

## Socle

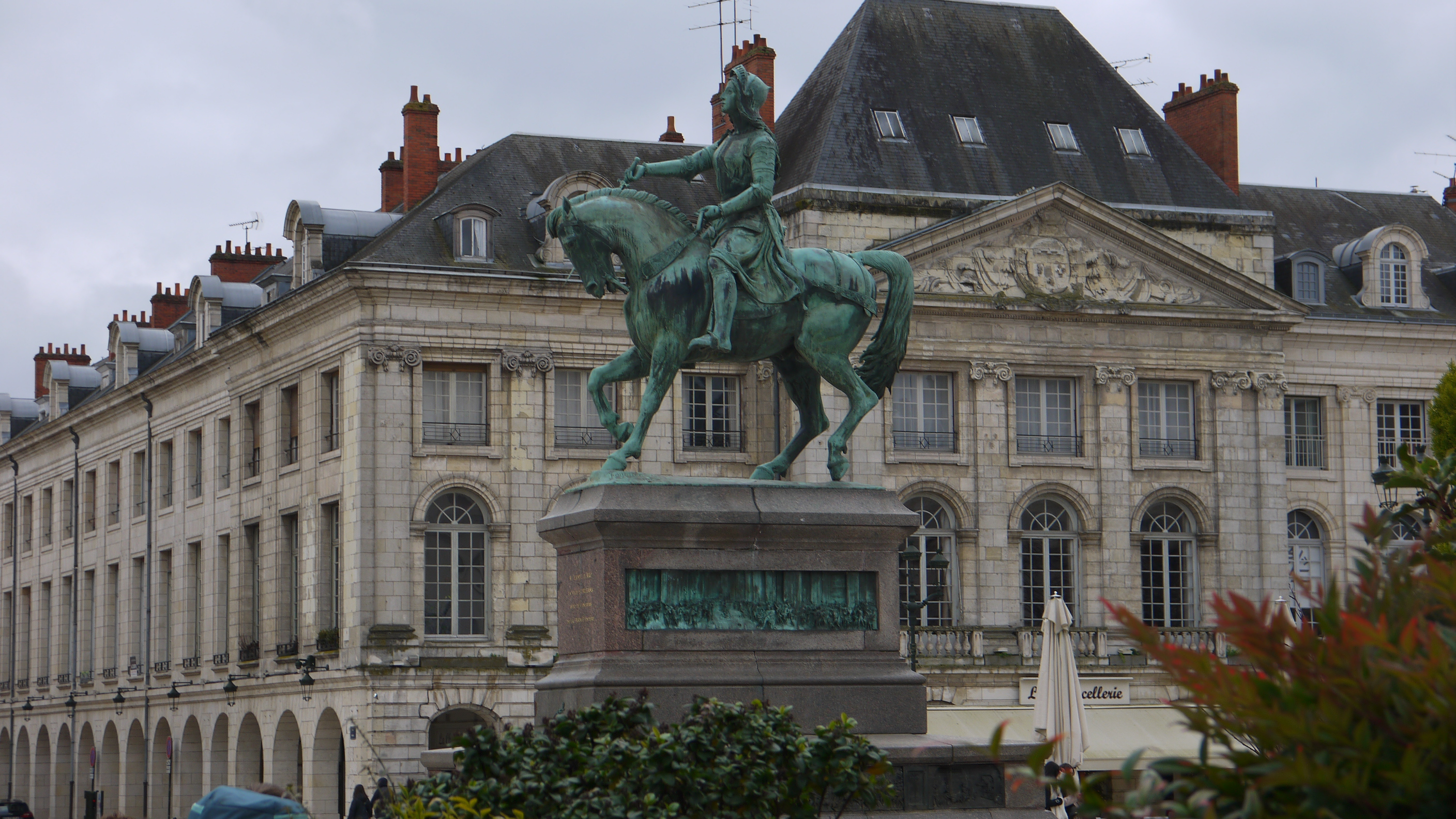
Statue Équestre de Jeanne d'Arc, Place du Martroi à Orléans (Loiret - Centre-Val de Loire)

La statue équestre de Jeanne d’Arc repose sur un imposant socle en granit, doté d’un emmarchement qui accentue sa solennité et sa prestance. Ce piédestal est orné, dans sa partie basse, de dix reliefs originaux en bronze, réalisés par le sculpteur Vital Gabriel Dubray. Ces bas-reliefs illustrent des scènes emblématiques de la vie et des exploits de la Pucelle d’Orléans, contribuant ainsi à la richesse iconographique du monument.
En raison de leur grande valeur artistique et patrimoniale, ces reliefs ont été déposés en 1988 et transférés au Musée des Beaux-Arts d'Orléans afin d’assurer leur conservation. Pour préserver l’harmonie visuelle du monument, ils ont été remplacés par des moulages en résine, permettant ainsi au public de continuer à admirer ces représentations historiques sans mettre en péril les œuvres originales.
L’importance patrimoniale et historique de l’ensemble du monument a été officiellement reconnue : il a été inscrit au titre des Monuments Historiques par arrêté du 20 Novembre 2017. La protection s’étend à l’ensemble du site, incluant le domaine public non cadastré sur lequel il se dresse. Cette reconnaissance souligne la valeur symbolique et mémorielle de la statue, qui demeure un élément central du patrimoine orléanais.